# Biały Kościół (województwo małopolskie)
Biały Kościół – wieś w Polsce położona w województwie małopolskim, w powiecie krakowskim, w gminie Wielka Wieś przy DK 94, na trasie Kraków - Olkusz.
W roku 2021 miejscowość zamieszkiwały 1102 osoby, z czego 51,8% stanowiły kobiety, a 48,2% mężczyźni?
Integralne części miejscowości: Iwiny, Kresy, Murownia, Wielka Wieś.

## Historia
U Jana Długosza występuje pod łacińską nazwą Alba ecclesia. Według Długosza w poł. XV w. istniał tu murowany kościół pw. Maryi Magdaleny. Dziedzicem wsi był Stanisław Korzekwicki herbu Syrokomla. Były tu dwa łany i dwie karczmy, z których jedna należała do plebana. Dziesięcinę oddawano kościołowi WW. św. w Krakowie.
W 1827 wieś miała 22 domy i 181 mieszkańców. W 1877 na miejscu starego kościoła wzniesiono nowy murowany.
Na południe od wsi przebiegała rozbiorowa granica między zaborem austriackim a rosyjskim. W Dolinie Kluczwody na terenie prywatnej posiadłości, można zobaczyć słupy graniczne upamiętniające ten okres.
W latach 1954–1968 wieś należała i była siedzibą władz gromady Biały Kościół, po jej zniesieniu w gromadzie Wielka Wieś. W latach 1975–1998 miejscowość administracyjnie należała do województwa krakowskiego.

## Zabytki
Obiekty wpisane do rejestru zabytków nieruchomych województwa małopolskiego.
- Ruiny zamku.
Pozostałości zamku z pocz. XIV w., usytuowane na Zamkowej Skale w Dolinie Kluczwody. Zamek należący do rycerskiego rodu Syrokomlów był użytkowany dość krótko. W połowie XIV wieku został opuszczony, prawdopodobnie z powodu wzniesienia siedziby rodowej w Korzkwi lub uszkodzenia spowodowanego przez obsunięcie się narożnika murów. W latach 1993–1994 przeprowadzono tu badania archeologiczne, które pozwoliły zrekonstruować częściowo zarys budowli[11].
- Kościół parafialny pw. św. Mikołaja z ogrodzeniem z kaplicami i drzewostanem.
 Kościół z 1877, murowany, jednonawowy, zbudowany w stylu eklektycznym, głównie neogotyckim. Na ołtarzu głównym umieszczony jest obraz Matki Boskiej Śnieżnej pochodzący z XVII wieku[12] (według innych źródeł z XVIII wieku[13]).